# Cuore contro cuore
Cuore contro cuore è una serie televisiva del 2004, diretta da Riccardo Mosca, prodotta da Taodue e trasmessa in prima visione su Canale 5 dal 14 settembre 2004 al 4 gennaio 2005. Protagonisti della fiction sono Ennio Fantastichini, Isabella Ferrari e Carlotta Natoli.

## Trama
Francesca De Luca (Isabella Ferrari), di professione avvocato, affianca nell'attività legale il marito, Claudio Donati (Ennio Fantastichini), abile legale matrimonialista-di Roma. Claudio e Francesca, conosciutisi all'università, hanno due figli: la maggiore, la quindicenne Marta, ed il secondogenito, Luca, che frequenta le elementari. I due conducono carriere soddisfacenti e una vita familiare serena, finché Francesca non scopre che il marito intrattiene da ormai quattro anni una relazione con l'amica e collega Silvia Barbato (Valentina Sperlì), da sempre innamorata dell'uomo e per questo invidiosa della moglie. Scoperto il tradimento e le truffe professionali attuate da Claudio, Francesca decide di andarsene di casa ed intraprendere un'attività propria, aprendo uno studio legale dove esercitare il mestiere in cui tanto crede, difendendo la legge e la giustizia, al contrario del marito, il quale si rivela arrivista e quindi disposto a tutto pur di vincere le cause che intraprende. Lasciando lo studio, la segretaria, Alice (Victoria Cabello), l'investigatore Marco Valle (Stefano Pesce) e il legale Andrea Mori (Yari Gugliucci), un avvocato relegato a fare fotocopie, seguono Francesca ed i suoi ideali, aiutandola nel progetto che prevede l'apertura di un nuovo studio legale. Francesca, intanto, si trasferisce col figlio Luca a casa dell'amica Alessandra (Carlotta Natoli), un avvocato che anni prima lavorava presso lo studio di Claudio. Per difendere i suoi ideali, decide, dopo il licenziamento presso lo studio di Donati, di esercitare a casa. Alessandra è un avvocato dalla forte personalità: leale, tenace e determinata; nonostante questo, è profondamente sensibile e avrà modo di dimostrarlo nel corso delle sue vicende professionali, quanto quelle legate alla sua vita privata. Francesca, riconoscendo le capacità professionali e la moralità di Alessandra, la convince a collaborare con lei, lavorando presso il suo nuovo studio legale. Nel frattempo, per mezzo di sentenze e processi, Francesca conosce Rocco (Rocco Papaleo), uno psicologo infantile d'indubbie capacità ed una spiccata umanità, e decide di coinvolgerlo nel processo, ritenendolo utile nello svolgimento delle cause, soprattutto in caso di coinvolgimento di minori. In seguito, Francesca entrerà in contatto con Serena (Chiara De Bonis), una giovane praticante molto preparata e perspicace; anche lei entrerà a far parte dello studio 'De Luca e associati'. Claudio, nel frattempo, non riuscendo a ottenere il perdono di Francesca, tramite meschine mosse di Silvia, chiede la separazione da Francesca, imponendole condizioni impossibili, tra le quali l'affidamento esclusivo dei figli. Nonostante la lealtà portata da Francesca, difesa da Alessandra, Claudio e Silvia riescono a metterla alle strette e ad ottenere la tutela di entrambi i figli. Francesca non si perde d'animo ma deve, comunque, affrontare l'astio della figlia maggiore, che la ritiene colpevole d'aver turbato la quiete familiare, e del figlio minore, infondatamente suggestionato e spaventato da Silvia, nell'intento di convincerlo a scegliere il padre durante l'udienza. Nel frattempo, durante le ore di lavoro, si assiste al corso delle vite sentimentali dei legali. Francesca, ad esempio, tramite l'aiuto fornitale durante la causa di separazione, scoprirà di essere innamorata di Marco e, nonostante la differenza d'età, intratterrà con lui una relazione. Andrea, attratto dalla giovane Serena, tradirà la moglie, in quel momento in attesa d'un figlio. In seguito, scoprendosi ancora innamorato, cercherà in tutti i modi di recuperare il rapporto. Alice conosce, casualmente, un camionista di nome Sebastiano. I due non si conoscono personalmente ma approfondiscono la loro conoscenza con lunghe conversazioni telefoniche che la distraggono inevitabilmente dal lavoro. In seguito, i due si conoscono e capiscono d'amarsi, fino a decidere di sposarsi, durante l'ultima puntata. Alessandra, invece, in seguito alla morte di una cara amica, uccisa dal marito, afflitto da problemi psichici, accoglie la figlia di cinque anni, Nichi (Ludovica Gargari). Nonostante non possa esserle affidata, Ale continua imperterrita nell'impresa, in quanto è molto legata alla bambina con cui instaura un rapporto materno. Per convincere il giudice, arriverà a chiedere l'aiuto di Rocco. I due, fingendosi una coppia, riescono a ottenere l'affidamento; all'ultimo questo verrà revocato all'arrivo d'una cugina della madre della bambina, disposta a adottarla. In questo periodo trascorso insieme, nel fingersi una coppia e convivendo, Rocco capisce d'essersi innamorato di Alessandra. Nonostante un continuo alternarsi di scaramucce e vari tira e molla, i due si innamorano. Al termine della serie, nel corso dell'ultima puntata, la trama si snoda: Andrea, dopo essere stato perdonato da Michela, diventa papà di Francesco; Alice, dopo momenti di panico e perplessità suscitati dalla castità intrapresa dal fidanzato, chiede a Sebastiano di sposarla, il ragazzo accetta; Alessandra viene trascinata da Rocco nel locale dove si esibisce la sera, l'uomo canterà con la sua band la canzone d'amore ("La tua parte imperfetta" tratta da suo secondo album) che ha composto per la collega, la quale molto commossa, gli chiederà di confessarle il suo amore, dopodiché i due si fidanzano; Francesca, invece, dopo aver mandato via Marco e non aver perdonato Claudio, è confusa ma, capendo di essere innamorata del giovane investigatore, tenta di raggiungerlo al porto, ma è troppo tardi: Marco è già partito con la sua nave e lascia soltanto un biglietto rosso per lei; dopo averlo letto, Francesca lo getta in mare.

## Episodi
La prima e unica stagione della serie televisiva Cuore contro cuore è stata trasmessa in Italia dal 14 settembre 2004 al 4 gennaio 2005 su Canale 5, con 2 episodi a settimana: i primi 14 episodi sono andati in onda da 14 settembre al 22 ottobre 2004, poi la programmazione viene sospesa a causa degli ascolti disastrosi per poi riprenderla dal 14 dicembre dello stesso anno al 4 gennaio 2005 per gli ultimi 8 episodi.
| n° | Titolo                  | Prima TV Italia   |
| -- | ----------------------- | ----------------- |
| 1  | L'incidente             | 14 settembre 2004 |
| 2  | Una vita nuova          | 14 settembre 2004 |
| 3  | Dichiarazione di guerra | 17 settembre 2004 |
| 4  | Padri e figli           | 17 settembre 2004 |
| 5  | Risvegli                | 24 settembre 2004 |
| 6  | Doppia personalità      | 24 settembre 2004 |
| 7  | La setta                | 1º ottobre 2004   |
| 8  | Faccia a faccia         | 1º ottobre 2004   |
| 9  | Sola                    | 8 ottobre 2004    |
| 10 | Cattive compagnie       | 8 ottobre 2004    |
| 11 | Per amore di mio figlio | 15 ottobre 2004   |
| 12 | Ricominciare            | 15 ottobre 2004   |
| 13 | Inganno                 | 22 ottobre 2004   |
| 14 | Colpevole o innocente   | 22 ottobre 2004   |
| 15 | Il dubbio               | 14 dicembre 2004  |
| 16 | Il mondo di Fabio       | 14 dicembre 2004  |
| 17 | Disperato               | 21 dicembre 2004  |
| 18 | Tale padre tale figlio  | 21 dicembre 2004  |
| 19 | Una dolce fine          | 28 dicembre 2004  |
| 20 | Troppo amore            | 28 dicembre 2004  |
| 21 | Sotto accusa            | 4 gennaio 2005    |
| 22 | Ultima speranza         | 4 gennaio 2005    |